# Johan Cruijff Schaal 2025
De wedstrijd om de Johan Cruijff Schaal 2025 werd op zondag 3 augustus 2025 gespeeld. De wedstrijd vindt plaats in het Philips Stadion te Eindhoven. Landskampioen PSV, bij aanvang veertienvoudig winnaar en voor de drieëntwintigste keer deelnemer, treedt aan tegen bekerwinnaar Go Ahead Eagles, voor het eerst deelnemer.
PSV stond een jaar eerder ook als de landskampioen in het eigen stadion in de strijd voor de Johan Cruijff Schaal, maar verloor deze na strafschoppen van Feyenoord. Het is met veertien titels de recordwinnaar, tegenover acht verliespartijen. Het was de zevende keer op rij dat PSV de strijd aanging voor de supercup.
PSV won de wedstrijd met 2–1 na twee doelpunten in de slotfase.

## Wedstrijddetails
|                                                |                                           |       |                  | |
| Johan Cruijff Schaal 3 augustus 2025 18:00 uur | PSV                                       | 2 – 1 | Go Ahead Eagles  | Stadion: Philips Stadion Toeschouwers: 35.200 Scheidsrechter: Kooij Assistenten: Fikkert De Groot Vierde official: v.d. Laan Video-assistent: Higler AVAR: Osseweijer |
| Johan Cruijff Schaal 3 augustus 2025 18:00 uur | Gerrit Nauber 78' (e.d.) Sergiño Dest 84' |       | 35' Mathis Suray | Stadion: Philips Stadion Toeschouwers: 35.200 Scheidsrechter: Kooij Assistenten: Fikkert De Groot Vierde official: v.d. Laan Video-assistent: Higler AVAR: Osseweijer |
| Johan Cruijff Schaal 3 augustus 2025 18:00 uur |                                           |       |                  | Stadion: Philips Stadion Toeschouwers: 35.200 Scheidsrechter: Kooij Assistenten: Fikkert De Groot Vierde official: v.d. Laan Video-assistent: Higler AVAR: Osseweijer |
| Johan Cruijff Schaal 3 augustus 2025 18:00 uur |                                           |       |                  | Stadion: Philips Stadion Toeschouwers: 35.200 Scheidsrechter: Kooij Assistenten: Fikkert De Groot Vierde official: v.d. Laan Video-assistent: Higler AVAR: Osseweijer |
|                                                |                                           |       |                  | |

1949 · 1989 · 1991 · 1992 · 1993 · 1994 · 1995 · 1996 · 1997 · 1998 · 1999 · 2000 · 2001 · 2002 · 2003 · 2004 · 2005 · 2006 · 2007 · 2008 · 2009 · 2010 · 2011 · 2012 · 2013 · 2014 · 2015 · 2016 · 2017 · 2018 · 2019 · 2020 · 2021 · 2022 · 2023 · 2024 · 2025